# Gereonsklub

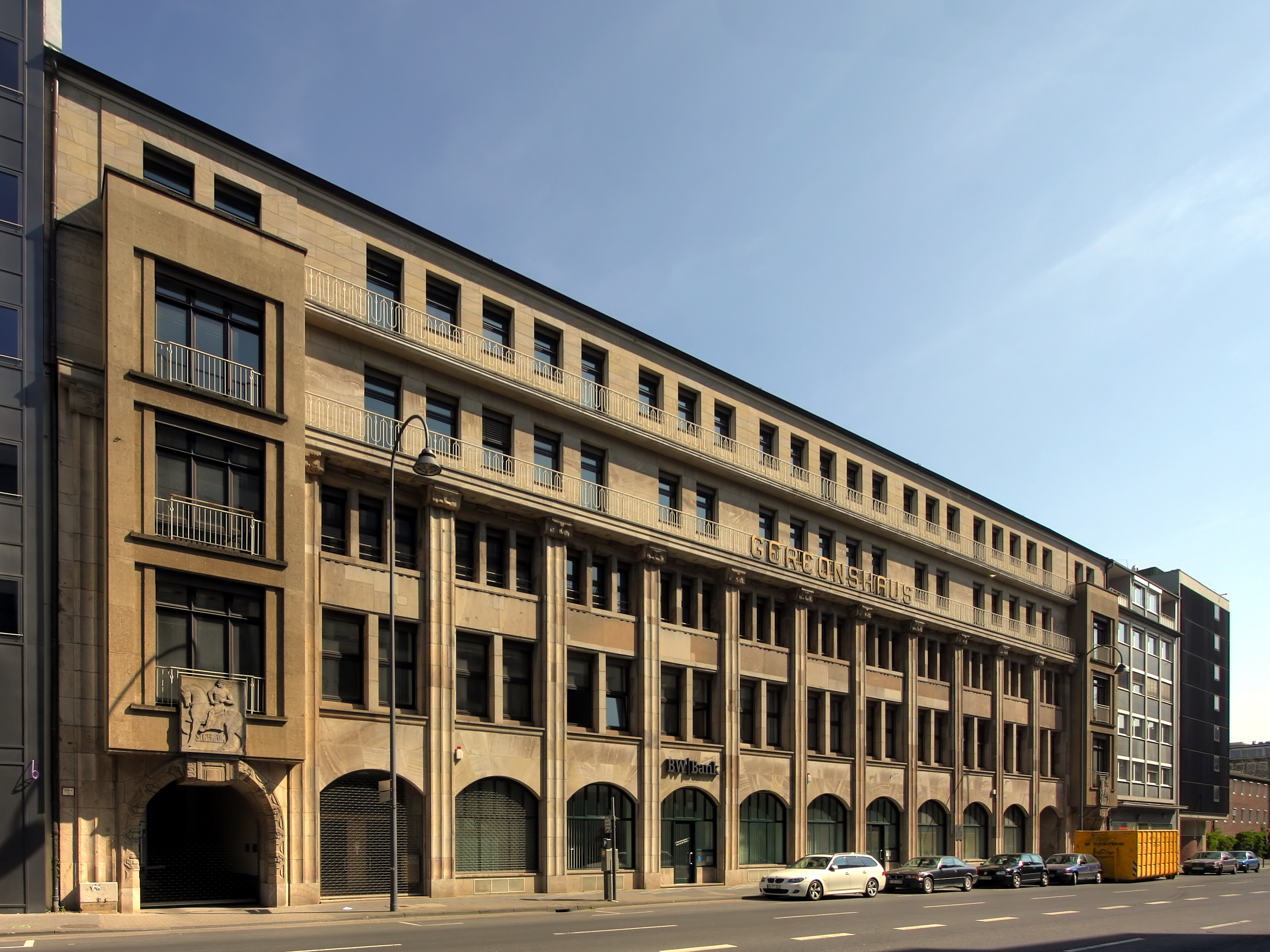
Edifício Gereonshaus em Colônia, projetada por Carl Moritz, 1909–10; sede do Gereonsklub.

O Gereonsklub era uma associação de artistas de vanguarda em Colônia nos anos imediatamente anteriores à Primeira Guerra Mundial.
Seus membros fundadores foram Olga Oppenheimer, Emmy Worringer e Franz M. Jansen. Os membros posteriores incluíram Marta Worringer e August Macke. O clube foi batizado em homenagem ao edifício Gereonshaus, projetado pelo arquiteto Carl Moritz, no qual Oppenheimer tinha um estúdio. O Gereonsklub foi inaugurado em janeiro de 1911 e fechado em 1913.
O Gereonsklub funcionava como centro de palestras e exposições, e tinha uma escola de pintura dirigida por Oppenheimer. Emmy Worringer e seu irmão Wilhelm, um historiador da arte, agendavam as palestras e organizavam as exposições. Em sua curta história, o espaço exibiu artistas notáveis como Franz Marc (1911), Paul Klee (1912), Robert Delaunay (1913) e August Macke. Em 1912, o Gereonsklub foi a primeira parada para uma das primeiras exposições itinerantes do grupo Der Blaue Reiter.

## References
1. 1 2 3 4 5  Association August Mackehaus (ed.) Der Gereonsklub: Europas Avantgarde im Rheinland (The Gereonsklub: Europe's avant-garde in the Rhineland). Bonn 1993, ISBN 3-929607-08-5. (em alemão)
2. ↑  «Emmy Worringer» (em alemão). Verein für Computergenealogie. Consultado em 21 de agosto de 2017
3. 1 2  Meseure, Anna (2000). Macke (em inglês). [S.l.]: Taschen. pp. 57–. ISBN 978-3-8228-5859-2
4. ↑  Wilmes, Daniela (2012). Wettbewerb um die Moderne: Zur Geschichte des Kunsthandels in Köln nach 1945 (em alemão). [S.l.]: Walter de Gruyter. pp. 25–. ISBN 978-3-05-006245-7
5. ↑  Camfield, William A.; Ernst, Max; Spies, Werner (1993). Max Ernst (em inglês). [S.l.]: Prestel Verlag GmbH + Company. ISBN 978-3-7913-1260-6
6. 1 2  Short, Christopher (2009). The Art Theory of Wassily Kandinsky, 1909-1928: The Quest for Synthesis (em inglês). [S.l.]: Peter Lang. pp. 67–. ISBN 978-3-03911-399-6